# Zerf
Zerf ist eine Ortsgemeinde im Landkreis Trier-Saarburg in Rheinland-Pfalz. Sie gehört der Verbandsgemeinde Saarburg-Kell an. Zerf ist ein staatlich anerkannter Erholungsort und gemäß Landesplanung als Grundzentrum ausgewiesen.

## Geographie
Zerf liegt am Großbach und an der Ruwer im Naturpark Saar-Hunsrück in waldreicher Höhenlage.
Bei Zerf verläuft der Ruwer-Hochwald-Radweg auf der Trasse der ehemaligen Hochwaldbahn.
Die Gemeinde Zerf setzt sich im Wesentlichen aus den Orten Niederzerf, Oberzerf und Frommersbach zusammen, die allerdings keine Ortsbezirke darstellen. Der Großteil der Einrichtungen und gewerblichen Infrastruktur befindet sich in Niederzerf. Neben den drei vorgenannten Gemeindeteilen gehören auch die Wohnplätze Bahnhof Zerf, Campingplatz Rübezahl, Dürrwiese, Forsthaus Zerf, Hirschfelderhof, Kalfertshaus und Konzbachhof zur Gemeinde.

## Geschichte
Fundstücke sind Bronzegefäße und Goldschmuck etruskischen Ursprungs aus dem Zerfer Fürstengrab und aus römischer Zeit Ruinen ehemaliger Landhäuser (Villa rusticas) sowie römische Münzen, Schmuck, Waffen und sonstige Geräte.
In der unechten Urkunde Karls des Großen von 802 wird Zerf Cervia genannt.
Das Trierer Stift St. Paulin war bis zum Jahre 1802 größter Gutsherr in Zerf.
1816 kam Zerf mit einer eigenen Bürgermeisterei zu Preußen.

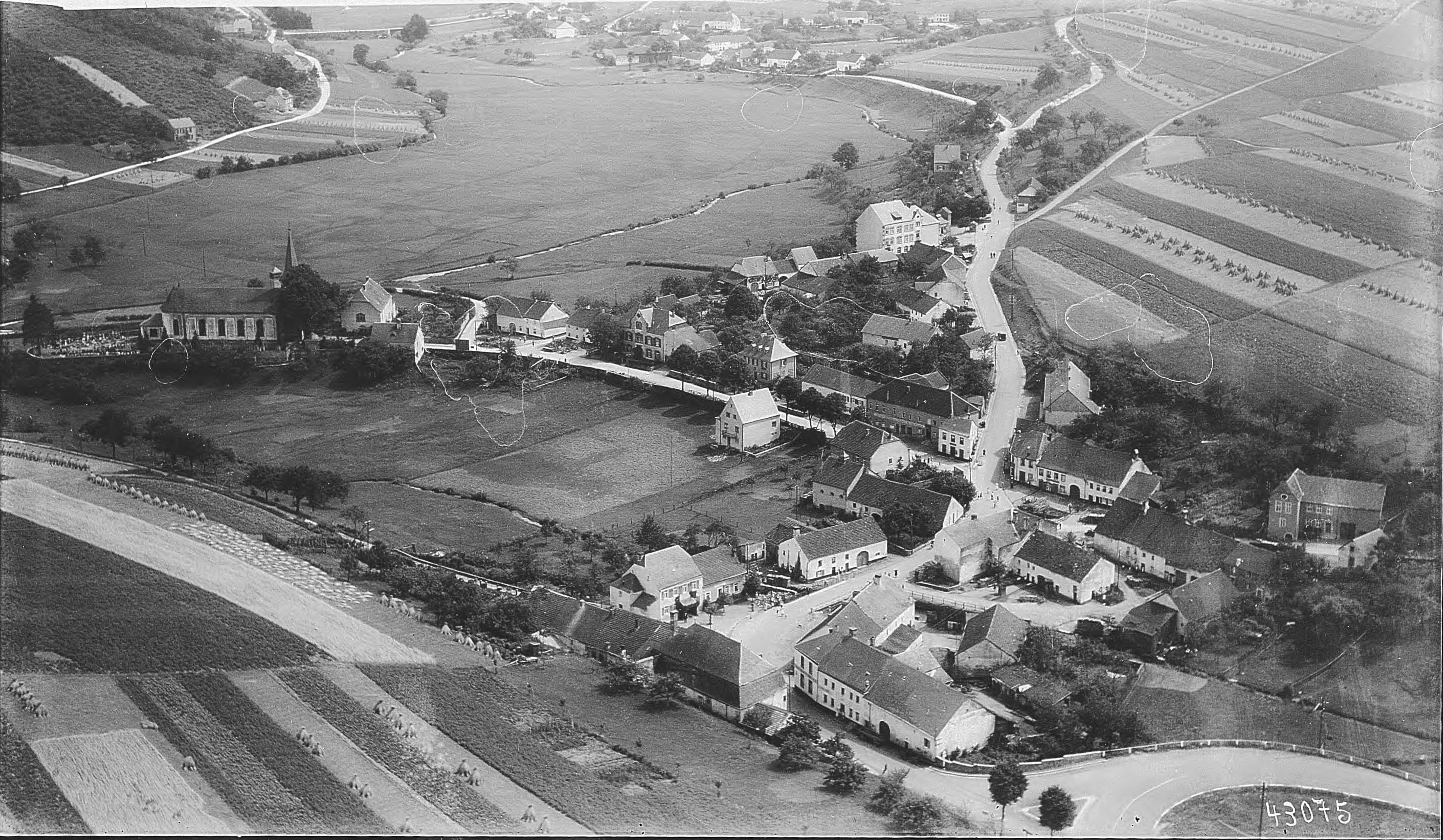
Niederzerf (1936)
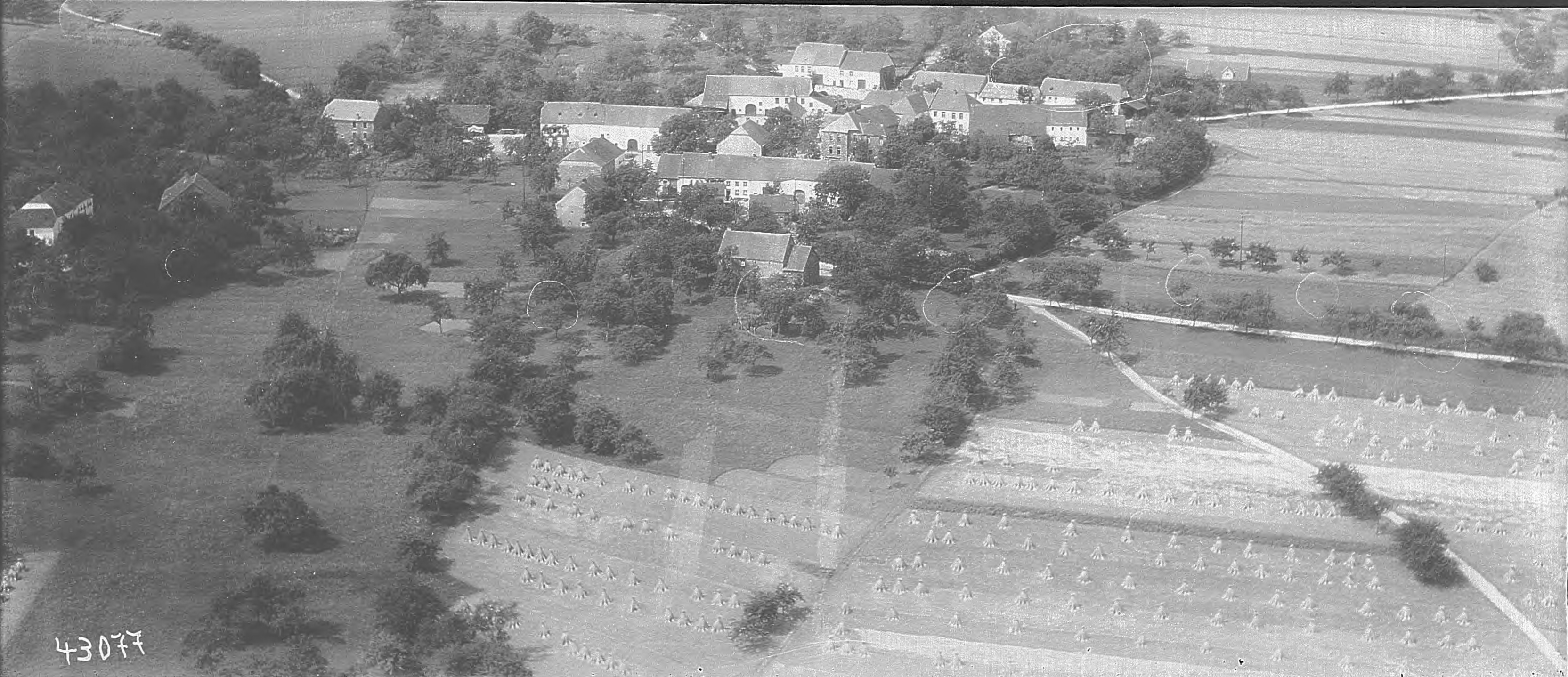
Frommersbach (1936)

### Bevölkerungsentwicklung
Die Entwicklung der Einwohnerzahl von Zerf, die Werte von 1871 bis 1987 beruhen auf Volkszählungen:
| Jahr | Einwohner |
| ---- | --------- |
| 1815 | 576       |
| 1835 | 965       |
| 1871 | 1.033     |
| 1905 | 1.010     |
| 1939 | 1.128     |
| 1950 | 1.156     |

| Jahr | Einwohner |
| ---- | --------- |
| 1961 | 1.461     |
| 1970 | 1.542     |
| 1987 | 1.400     |
| 2005 | 1.602     |
| 2011 | 1.593     |
| 2017 | 1.486     |

## Politik

### Gemeinderat
Der Ortsgemeinderat in Zerf besteht aus 16 Ratsmitgliedern, die bei der Kommunalwahl am 9. Juni 2024 in einer personalisierten Verhältniswahl gewählt wurden, und dem ehrenamtlichen Ortsbürgermeister als Vorsitzendem.
Die Sitzverteilung im Ortsgemeinderat:
| Wahl | SPD | CDU | FBL | BOK | GfZ | NLZ | Gesamt   |
| ---- | --- | --- | --- | --- | --- | --- | -------- |
| 2024 | 2   | 7   | –   | –   | 3   | 4   | 16 Sitze |
| 2019 | 3   | 8   | –   | –   | 3   | 2   | 16 Sitze |
| 2014 | 5   | 4   | 2   | 2   | 3   | –   | 16 Sitze |
| 2009 | 6   | 6   | 2   | 2   | –   | –   | 16 Sitze |
| 2004 | 5   | 6   | 3   | 2   | –   | –   | 16 Sitze |

- FBL = Freie Bürgerliste Zerf e. V.
- BOK = Bürgerunion offene Kommunalpolitik e. V.
- GfZ = Gemeinsam für Zerf e. V.
- NLZ = Neue Liste Zerf e. V.

### Ortsbürgermeister
Rainer Hansen (CDU) wurde am 19. Juli 2019 Ortsbürgermeister von Zerf. Bei der Direktwahl am 26. Mai 2019 hatte er mit einem Stimmenanteil von 67,65 % gegen seinen Vorgänger durchgesetzt. Bei der Direktwahl am 9. Juni 2024 wurde er nochmals von seinem Vorgänger herausgefordert, der nun von der NLZ unterstützt wurde, konnte sich mit 59,2 % aber erneut durchsetzen.
Hansens Vorgänger waren Dieter Engelhardt (SPD, 2012–2019) und Manfred Rommelfanger (SPD, 1989–2012).

## Kultur und Vereine
Zahlreiche Vereine sind in verschiedenen gesellschaftlichen Bereichen aktiv.

## Wirtschaft und Verkehr
Bei Zerf kreuzen sich die Bundesstraßen 268 und 407 (Hunsrückhöhenstraße).

### Öffentliche Einrichtungen
- Ruwertalhalle mit Jugendraum
- Grundschule
- Kindergarten

## Persönlichkeiten
- Martin Urbanus (1909–1985), deutscher Landrat im Kreis Daun
- Maximin Maria Meier (1913–1945), Schulbruder und Märtyrer
- Erwin Faul (1923–2020), deutscher Politikwissenschaftler
- Edgar Christoffel (1929–2001), Schulleiter in Zerf und Autor
- Hans-Walter Schmitt (* 1952), Unternehmer, Manager und Schachorganisator